# دالة تاو

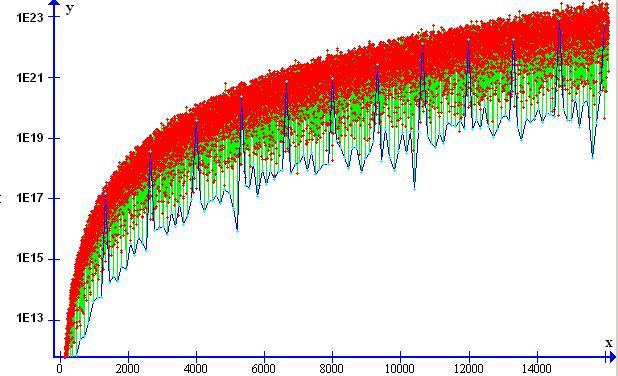

دالة تاو لرامانجن هي دالة درسها سرينفاسا رامانجن عام 1916.
الحرف τ ،ويقرأ تاو, هو الحرف التاسع عشر في الأبجدية الإغريقية. وقد يستبدل بالحرف اللاتيني t.